# Sent Miquèu de Riufred
Sent Miquèu de Riu Fred (en francès Saint-Michel-de-Rieufret) és un municipi francès situat al departament de la Gironda i a la regió de la Nova Aquitània.

## Demografia
| 1962                                       | 1968 | 1975 | 1982 | 1990 | 1999 | 2007 |
| ------------------------------------------ | ---- | ---- | ---- | ---- | ---- | ---- |
| 138                                        | 141  | 153  | 278  | 471  | 498  | 520  |
| Des de 1962: població sense dobles comptes |      |      |      |      |      |      |

## Administració
| Període   | Identitat            | Partit |
| --------- | -------------------- | ------ |
| 1960-1983 | Jean-Pierre Blancand |        |
| 1983-1999 | Henri Marche         | RPR    |
| 1999-2008 | Christian Barbot     |        |
| 2008-     | Marc Gauthier        |        |